# Afro Samurai
Afro Samurai is een Japanse mangaserie geschreven en geïllustreerd door Takashi Okazaki. Het verhaal draait om een samoerai met een afrokapsel die op zoek is naar wraak. 
De gelijknamige animatieserie werd geproduceerd door studio Gonzo in 2007. De stem van de hoofdpersoon wordt ingesproken door Samuel L. Jackson. De plot van de serie is zeer gewelddadig, met een vleugje humor en veel actie, maar vooral veel bloed. De focus ligt op een volwassen publiek voor de inhoud en scènes. De serie bestaat uit slechts 5 afleveringen. Twee jaar later verscheen er ook een film genaamd Afro Samurai: Resurrection.

## Verhaal
In een futuristisch, maar nog feodaal Japan, wordt gezegd dat degene die de nummer één-hoofdband hanteert, de felste strijder in de wereld is en dient te beschikken over goddelijke krachten. De enige manier om de nummer één-hoofdband te verkrijgen is om tegen de nummer één te vechten en hem te verslaan in een gevecht. Alleen de nummer twee kan het echter tegen de nummer een opnemen, terwijl iedereen de nummer twee kan uitdagen, wat een constante strijd om de nummer twee-hoofdband veroorzaakt.
Justice, de eigenaar van de nummer twee-hoofdband, gaat de strijd aan met de eigenaar van de nummer een-hoofdband, Rokutaro. De twee vechten, maar het eindigt met Justice die Rokutaro onthoofdt en zich beroept op zijn hoofdband. Rokutaro's hoofd rolt tot voor zijn zoon, een jonge jongen genaamd Afro, die snikt en wraak zweert.
Als volwassene is Afro Samurai de huidige nummer twee en een meester-zwaardvechter. Hij reist door Japan op weg naar de bergtop waar Justice wacht. Onderweg naar Justice, herinnert hij zich zijn reis als een bange jongen tot een meester-samurai. Tijdens zijn reis dagen veel mensen Afro uit voor zijn hoofdband, inclusief de "Empty Seven Clan" die verschillende middelen stuurt, waaronder een robot-Afro, om hem te doden tijdens zijn reizen. Hij wordt ook opgejaagd door zijn wraakzuchtige jeugdvriend Jinno, die lange tijd werd geacht dood te zijn. Afro verslaat uiteindelijk zijn vijanden, Jinno, en ten slotte confronteert hij Justice. Afro ontdekt dat er andere hoofdbanden bestaan, variërend van een niet nader hoger aantal, en ziet dat de lijken van degenen die ze droegen aan het spit hangen in de kamer waar Justice wacht. Afro verslaat Justice en neemt de nummer één-hoofdband in bezit en de andere hoofdbanden verdwijnen.
Afro besluit om weer in de bergen te leven. Jinno, versierd met elke hoofdband in het bestaan, keert terug en confronteert Afro om zijn wraak en de nummer één-hoofdband.

## Afleveringen
1. Revenge
2. The Dream Reader
3. The Empty Seven Clan
4. Duel
5. Justice

## Computerspel
In 2005 had Gonzo Namco Bandai Games exclusieve rechten toegekend om Afro Samurai-computerspellen te publiceren, zoals aangekondigd in dat jaar. De debuut trailer van de eerste game werd uitgebracht op het bedrijfs Editor's Day presentatie. Het spel Afro Samurai kwam uit op 27 januari 2009 voor de Xbox 360 en PlayStation 3.

## Stemacteurs
- Samuel L. Jackson - Afro Samurai, Ninja Ninja
- Kelly Hu - Otsuro
- Ron Perlman - Justice
- Jeff Bennett - Foo, Hachiro
- Steven Blum - Assassin
- S. Scott Bullock - Dharman
- T.C. Carson - Sword Master, Brother 4
- Grey DeLisle - Oyuki, Woman
- John DiMaggio - Brother 2, Giant, Ivanov, Patron #2
- Greg Eagles - Rokutaro, Brother 6
- John Kassir - Soshun
- Phil LaMarr - Brother 1, Brother 3, Brother 5, Kuro, Tiener Afro Samurai
- Yuri Lowenthal - Jinnosuke/Kuma
- Jason Marsden - Sasuke
- Liam O'Brien - Kihachi, Patron #4
- Crystal Scales - Jonge Afro Samurai
- Dwight Schultz - Assassin #1, Patron #1, Ronin
- Tara Strong - Jiro, Otsuro
- Fred Tatasciore - Juzo, Patron #5, Shuzo
- James Arnold Taylor - Yasichi
- Dave Wittenberg - Assassin, Matasaburo, Patron #3, Punk